# Gerbillus dasyurus
Gerbillus dasyurus (Піщанка Вагнера) — вид родини мишеві (Muridae).

## Поширення
Країни проживання: Єгипет, Ірак, Ізраїль, Йорданія, Ліван, Оман, Саудівська Аравія, Сирія, Туреччина, Об'єднані Арабські Емірати, Ємен на висотах до 2000 м.

## Опис
Цей самітницький, риючий вид зустрічається в різних середовищах проживання, включаючи посушливі пустельні, напівпустельні, і скелясті місця проживання в горах.